# Jacopo Bassano

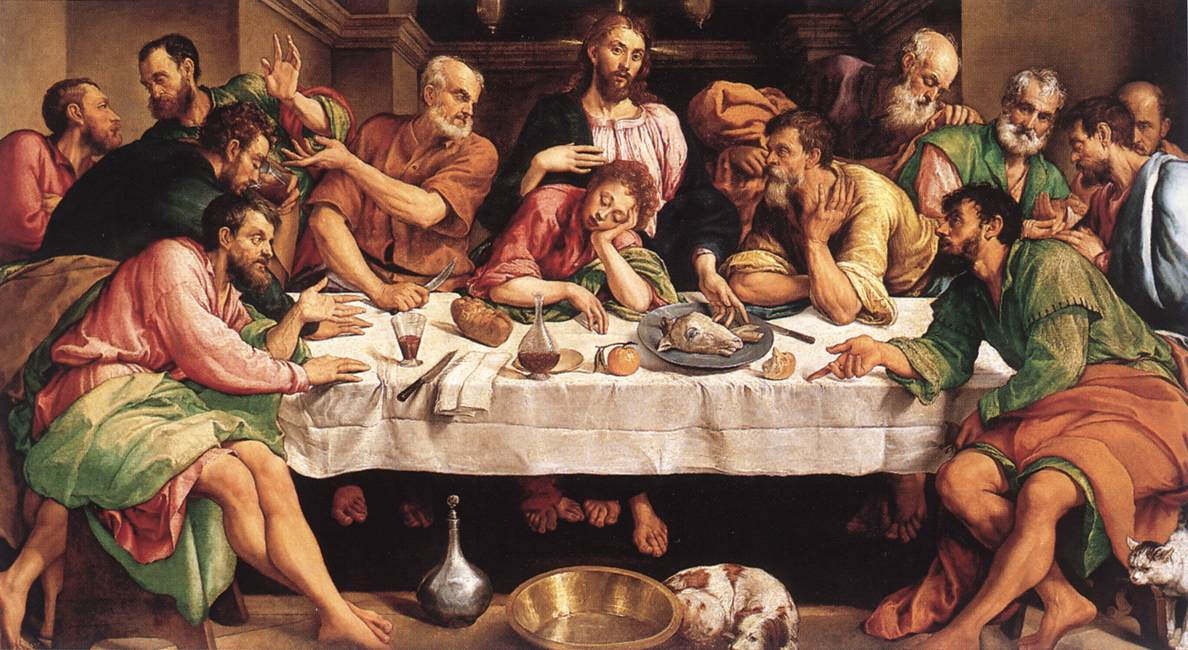
Poslední večeře Páně (1542)

Jacopo Bassano (1515, Bassano del Grappa – 13. února 1592, tamtéž) byl italský malíř, nejznámější představitel třígeneračního rodu umělců, kteří své jméno odvodili z rodného města Bassano del Grappa, asi 65 km od Benátek. Jeho původní jméno bylo Jacopo da Ponte. Maloval hlavně biblické scény, obrazy světců a portréty. Bassanové společně s Tizianem, Tintorettem a Veronesem patří k benátské malířské škole období manýrismu.

## Tvorba
Kromě krátkého období kolem roku 1530, kdy spolupracoval s Bonifaciem Veronesem v Benátkách, Jacopo pracoval celý svůj život v Bassanu. Jeho otec, Francesco starší (1475–1539), byl venkovský malíř a Jacopo si uchoval něco z venkovského umělce i když módní vlivy, např. z Parmigianina jsou v jeho práci patrné.
Třebaže většinu své práce vytvořil v malých nebo středně velkých městech, vždy upozorňoval na nejnovější umělecké i technické směry vývoje, což mu vyneslo jistý stupeň slávy v Benátkách samých. Byl také schopen vymýšlet nové výrazové prostředky, které znamenaly velkou sílu výrazu jeho děl. Pracoval v ateliéru svého otce, ale zdejší lokální a náboženské tradice překonal studiem tisků Raffaela a dal vzniknout novému stylu známému jako manýrismus.
Během roku 1540 v malbě experimentoval, anatomické pojetí jeho postav se však jeví vynucená, gesta a pozice nepřirozené. Toto období mělo rozhodující vliv na rozvoj jeho vlastního velmi osobitého stylu, byl schopen asimilovat nové myšlenky a přenášet je okamžitě do umění. Bassanův venkovský realismus byl podepřený jeho využíváním ostrého světla a živou charakteristikou lidí a zvířat, zvláště ve vzájemném spojení. V průběhu let se výraz jeho obrazů stával stále dramatičtějším, počínaje sérií oltářních obrazů v Bassanu, Trevisu, Padově, a Bellunu, toto období tvorby se datuje od roku 1550 až do konce jeho práce.

## Synové
Jacopo Bassano měl čtyři syny, rovněž malíře, kteří pokračovali v jeho stylu zprvu v otcově dílně v Bassanu. Byli to
- Francesco Bassano (1549–1592)
- Gerolamo Bassano (1566–1621)
- Giovanni Battista (1553–1613)
- Leandro Bassano (1557–1622)[2]

Francesco i Leandro získali jistou popularitu proto, že pracovali v Benátkách. Všichni čtyři synové stále šířili popularitu jména Bassano a provozovali ateliér po smrti svého otce.

## Zastoupení ve sbírkách muzeí a galerií
Práce celé rodiny jsou dobře zastoupeny v Městském muzeu (Museo Civico) v Bassanu, v pařížském Louvru, a také v Uměleckohistorickém muzeu ve Vídni.

### Obrazárna Pražského hradu
Čtyři obrazy rodiny Bassanů má Obrazárna Pražského hradu. Od Jacopa pocházejí dvě olejomalby na plátně Milosrdný samaritán menšího formátu asi z roku 1550 a rozměrná scéna Zvířata nastupující do archy Noemovy, který namaloval po roce 1575.